# Борхгревинк, Кристиан Дале
Кристиан Дале Боргревинк (норв. Christian Dahle Borchgrevink; род. 11 мая 1999, Осло) — норвежский футболист, защитник клуба «Волеренга».

## Клубная карьера
Боргревинк — воспитанник клуба «Волеренга». 24 сентября 2017 года в матче против «Бранна» он дебютировал в Типпелиге.

## Международная карьера
В 2018 году в составе юношеской сборной Норвегии Борхгревинк принял участие в юношеском чемпионате Европы в Финляндии. На турнире он сыграл в матчах против команд Финляндии, Италии и Англии. В поединке против финнов Кристиан забил гол.